# Дженеръл Милс
Дженеръл Милс (на английски: General Mills) е американска мултинационална компания със седалище в Голдън Вали, Минесота, предградие на Минеаполис. Производител е основно на хранителни продукти, но също и на стоки за широко потребление. През Втората световна война и Студената война произвежда и въоръжение. Влиза в списъка Fortune 500 на най-големите американски компании. В портфейла на компанията влизат над 100 такива известни марки. Продукцията на Дженеръл Милс се произвежда в 15 страни и се продава в над 100 страни по света.

## История
Историята на Дженеръл Милс започва през 1856 г., когато се нарича Minneapolis Milling Company („Минеаполска мелнична компания“). Компанията е основана от конгресмена Робърт Смит, който дава права на мелници да използват енергията на водопадите „Св. Антоний“ по река Мисисипи. През 1856 г. Кадуоладер Уошбърн (Cadwallader Colden Washburn) купува компанията и привлича брат си, Уилям Д. Уошбърн, за да помага в развитието на компанията. Впоследствие те построяват още две мелници. През 1877 г. те стават партньори с Джон Кросби и сменят името на компанията на Уощбърн-Кросби. Самата Дженеръл Милс е обявена през 1928 г., когато президентът на фирмата Джеймс Форд Бел обединява Уошбърн-Кросби с три други мелници.
През 1965 г. е закупен „Рейнбоу Крафтс“, производител на пластилина за детски игри Плей-До. През 1970 г. те пускат първите си зърнени култури „Монстър“, които все още се продават днес на Хелоуин в САЩ.

## Други дейности
Компанията също така спонсорира телевизионни сериали, спонсорира радиошоуто „Самотният рейнджър“ през 1941 г., което по-късно се пренася в телевизията, а спонсорството продължава до 1961 г. От 1959 г. Дженеръл Милс спонсорира телевизионния сериал Rocky and His Friends, основа за приключенията на Роки и Бакацин в серия карикатури, и уестърна на Ей Би Си „Животът и легендата на Уайът Ерп“.

## Марки

### Зърнени смеси за закуска
- Basic 4
- Boo-Berry
- Cascadian Farms
- Cheerios
- Chex
- Cinnamon Toast Crunch
- Cocoa Puffs
- Cookie Crisp
- Count Chocula
- Fiber One
- Franken-Berry
- French Toast Crunch
- Gold Flakes
- Golden Grahams
- Honey Nut Clusters
- Kix
- Lucky Charms
- Oatmeal Crisp
- Peanut Butter Toast Crunch
- Raisin Nut Bran
- Reese's Puffs
- Total
- Trix
- Wheaties

### Изделия за печене
- Betty Crocker
- Bisquick (сега бранд на Betty Crocker)
- Gold Medal Flour
- Jus-Rol
- Knack & Back
- La Salteña
- Pillsbury
- V. Pearl

### Зърнени закуски
- Bugles
- Cascadian Farms
- Chex Mix
- Gardetto's
- Nature Valley
- Fiber One

### Хранителни продукти
- Betty Crocker
- Diablitos Underwood
- Hamburger Helper
- Old El Paso
- Wanchai Ferry

### Други марки
- Annie's Homegrown
- Blue Buffalo
- Frescarini
- Häagen-Dazs
- Latina
- Totino's
- Jeno's
- Progresso
- Colombo
- Yoplait